# Dioscor I de Alexandria
Dioscor I de Alexandria (n. 390 d.Hr., Alexandria, Imperiul Roman – d. 4 septembrie 454 d.Hr., Çankırı, Regiunea Anatolia Centrală, Turcia) a fost un patriarh al Alexandriei.